# Şefik Abalı
Şefik Abalı (Innsbruck, 7 juni 2002) is een Turks-Oostenrijks voetballer die als verdediger voor FC Dordrecht speelt.

## Carrière
Şefik Abalı speelde in de jeugd van SV Telfs, FC Wacker Innsbruck en AKA Tirol. In 2019 keerde hij terug bij Wacker Innsbruck, waar hij op 19 juli 2019 zijn debuut maakte in het eerste elftal in de met 0-7 gewonnen bekerwedstrijd tegen FC Kitzbühel. Hij speelde in zijn eerste seizoen acht wedstrijden in de 2. Liga, en haalde met Wacker de halve finale van de beker. In zijn tweede seizoen kwam hij minder vaak in actie. In 2021 vertrok hij naar het Turkse Göztepe SK, waar hij een contract voor vier jaar tekende. Na een week werd hij verhuurd aan 2. Ligaclub SKU Amstetten. Na een half jaar, waarin hij weinig in actie kwam, werd de huurovereenkomst verbroken en vertrok Abalı transfervrij naar FC Dordrecht. Hier tekende hij een contract tot medio 2024. Hij debuteerde voor Dordrecht op 4 februari 2022, in de met 2-2 gelijkgespeelde thuiswedstrijd tegen Almere City FC.

### Statistieken

#### Beloften
| Seizoen                   | Club                   | Land            | Competitie         | Competitie | Competitie | Totaal | Totaal |
| Seizoen                   | Club                   | Land            | Competitie         | Wed.       | Dlp.       | Wed.   | Dlp.   |
| ------------------------- | ---------------------- | --------------- | ------------------ | ---------- | ---------- | ------ | ------ |
| 2018/19                   | FC Wacker Innsbruck II | Oostenrijk      | 2. Liga            | 2          | 0          | 2      | 0      |
| 2019/20                   | FC Wacker Innsbruck II | Oostenrijk      | Regionalliga Tirol | 3          | 0          | 3      | 0      |
| 2020/21                   | FC Wacker Innsbruck II | Oostenrijk      | Regionalliga Tirol | 1          | 0          | 1      | 0      |
| 2021/22                   | → SKU Amstetten II     | Oostenrijk      | Gebietsliga West   | 3          | 1          | 3      | 1      |
| Totaal beloften           | Totaal beloften        | Totaal beloften | Totaal beloften    | 9          | 1          | 9      | 1      |
| Bijgewerkt op 3 juni 2022 |                        |                 |                    |            |            |        |        |

#### Senioren
| Seizoen                   | Club                | Land            | Competitie      | Competitie | Competitie | Beker | Beker | Totaal | Totaal |
| Seizoen                   | Club                | Land            | Competitie      | Wed.       | Dlp.       | Wed.  | Dlp.  | Wed.   | Dlp.   |
| ------------------------- | ------------------- | --------------- | --------------- | ---------- | ---------- | ----- | ----- | ------ | ------ |
| 2019/20                   | FC Wacker Innsbruck | Oostenrijk      | 2. Liga         | 8          | 0          | 3     | 0     | 11     | 0      |
| 2020/21                   | FC Wacker Innsbruck | Oostenrijk      | 2. Liga         | 3          | 0          | 0     | 0     | 3      | 0      |
| 2021/22                   | Göztepe SK          | Turkije         | Süper Lig       | 0          | 0          | 0     | 0     | 0      | 0      |
| 2021/22                   | → SKU Amstetten     | Oostenrijk      | 2. Liga         | 3          | 0          | 1     | 0     | 4      | 0      |
| 2021/22                   | FC Dordrecht        | Nederland       | Eerste divisie  | 2          | 0          | 0     | 0     | 2      | 0      |
| Totaal senioren           | Totaal senioren     | Totaal senioren | Totaal senioren | 16         | 0          | 4     | 0     | 20     | 0      |
| Carrièretotaal            | Carrièretotaal      | Carrièretotaal  | Carrièretotaal  | 25         | 1          | 4     | 0     | 29     | 1      |
| Bijgewerkt op 3 juni 2022 |                     |                 |                 |            |            |       |       |        |        |